# 豊中看護専門学校
豊中看護専門学校（とよなかかんごせんもんがっこう）は、大阪府豊中市にあった専修学校。一般財団法人豊中市医療保健センターが運営を行っていた。

## 沿革
- 1977年 - 豊中市看護学校・豊中市准看護学校として開校
- 1981年 - 統合し現校名となる
- 1995年 - 3年課程を開設して看護第1学科とし、従来からの2年課程を看護第2学科とする
- 1996年 - 准看護学科を廃止
- 2008年 - 看護第2学科を廃止、看護第1学科を看護学科へ名称変更
- 2018年 - 3月31日付けで閉校[1]

## 学科[2]
- 看護学科（3年制）

## 所在地
〒560-0012 大阪府豊中市上野坂2-6-1
最寄り駅は、大阪モノレール 少路駅